# Lolita Ritmanis
Lolita L. Ritmanis-Mattson (* 1. November 1962 in Portland, Oregon) ist eine US-amerikanische Komponistin, die gemeinsam mit Kristopher Carter und Michael McCuistion für Zeichentrickserien wie Die Liga der Gerechten, Teen Titans, Batman: The Brave and the Bold und seit neuestem Young Justice komponiert.

## Leben
Lolita L. Ritmans-Mattson wurde als eines von drei Kindern von Dr. Andris Ritmanis und Asja Ritmanis, lettischen Flüchtlingen des Zweiten Weltkrieges, die 1949 in die Vereinigten Staaten emigrierten, in Portland, Oregon geboren. Bereits während ihrer Kindheit erlernte sie Klavier, Flöte, Gitarre und Gesang, sodass sie, nachdem sie ihr erstes Stück im Alter von elf Jahren komponierte, mit 16 Jahren gemeinsam mit der lettischen Musikgruppe Dzintars gemeinsam durch Kanada, Europa, Australien, Neuseeland und die USA tourte. Nachdem sie von 1976 bis 1980 die Cleveland High School besuchte, zog sie nach Los Angeles, um an der Dick Grove School Of Music das Kompositions- und Filmkompositionsprogramm zu absolvieren. Dabei wurde sie unter anderem von Dick Grove, Mundell Lowe, Lalo Schifrin und Henry Mancini unterrichtet.
Nachdem sie anschließend bei Warner Bros. und Disney Arbeit fand, war es die Komponistin Shirley Walker, welche sie in ihr Team um Kristopher Carter und Michael McCuistion für die Zeichentrickserie Batman engagierte. Nachdem sie gemeinsam für Serien wie Superman, Batman of the Future und Teen Titans komponierten, gründete sie mit Carter und McCuistion 2007, nach dem Tod Walkers, ihr eigenes Musikunternehmen Dynamic Music Partners.
Im Sommer 2021 wurde Ritmanis Mitglied der Academy of Motion Picture Arts and Sciences.
Ritmanis ist mit dem Musikproduzenten Mark Mattson verheiratet, mit dem sie gemeinsame drei Kinder hat und in Studio City, Kalifornien lebt, wo sie zwei Aufnahmestudios betreiben.

## Filmografie (Auswahl)
- 1992–1994: Batman (Zeichentrickserie, 8 Episoden)
- 1996–1999: Superman (Superman: The Animated Series, Zeichentrickserie, 15 Episoden)
- 1999–2000: Batman of the Future (Batman Beyond, Zeichentrickserie, 13 Episoden)
- 2001–2006: Die Liga der Gerechten (Justice League; Justice League Unlimited, Zeichentrickserie, 35 Episoden)
- 2001–2002: The Zeta Project (Zeichentrickserie, 10 Episoden)
- 2003: Batman – Rätsel um Batwoman (Batman: Mystery of the Batwoman)
- 2003–2006: Teen Titans (Zeichentrickserie, 24 Episoden)
- 2006–2008: Legion of Super Heroes (Zeichentrickserie, 26 Episoden)
- 2008–2009: Ben 10: Alien Force (Zeichentrickserie, 27 Episoden)
- 2008–2009: The Spectacular Spider-Man (The Spectacular Spider-Man Animated Series, Zeichentrickserie, 26 Episoden)
- 2008–2011: Batman: The Brave and the Bold (Zeichentrickserie, 65 Episoden)
- 2010–2012: Ben 10: Ultimate Alien (Zeichentrickserie, 51 Episoden)
- 2010–2013: Young Justice (Zeichentrickserie, 49 Episoden)
- 2011–2012: New Teen Titans (Zeichentrickserie, sechs Episoden)
- 2012–2013: Kaijudo: Rise of the Duel Masters (Zeichentrickserie, 49 Episoden)
- seit 2013: Marvel’s Avengers Assemble
- 2016: Batman: The Killing Joke
- 2017: Batman und Harley Quinn (Batman and Harley Quinn)
- 2019: Blizzard of Souls – Zwischen den Fronten (Dvēseļu putenis)